# Twin Islands Wildlife Sanctuary
Il Twin Islands Wildlife Sanctuary è un santuario naturalistico situato sulle Twin Islands, al centro della baia di James, nella Regione di Qikiqtaaluk, Nunavut, Canada. Si estende sia sulla North Twin Island che sulla South Twin Island.
L'area protetta è stata costituita il 2 maggio 1939 e si estende su 142.500 ettari. Viene classificato come quarta categoria dall'Unione internazionale per la conservazione della natura ed è un habitat importante per il corriere semipalmato, l'orso polare e l'oca del Canada.